# DODGE (КА)
DODGE (Department of Defense Gravity Experiment) — американский искусственный спутник Земли, запущенный 1 июня 1967 года ракетой-носителем Титан III-C с космодрома Мыс Канаверал для проведения испытаний стабилизации космического аппарата гравитационным полем.

## Цели
Основная цель миссии DODGE заключалась в проведении испытаний пассивных и полупассивных методов стабилизации космического аппарата на почти геостационарной орбите с помощью градиента гравитационного поля Земли.
Вторичные цели включали измерение магнитного поля Земли и фотографирование диска Земли как в чёрно-белом, так и в цветном режиме.

## Конструкция
Аппарат состоит из восьмиугольного алюминиевого основания шириной 122 см и высотой 241 см. Вдоль корпуса расположены солнечные батареи. В верхней части на спутнике закреплена цилиндрическая мачта диаметром 25,4 см и длинной 157 см.
Всего на борту было 10 выдвижных штанг с ручками. По радиосвязи эти стрелы можно было независимо выдвигать или убирать по трём осям на разную длину до 45,75 м. Цилиндрическая мачта вмещала ещё одну стрелу длиной 4,6 м, проходящую через конец мачты, две демпферные стрелы длиной 15,25 м, выдвигающийся перпендикулярно мачте, и датчики трёхосного векторного магнитометра. Телеметрическая система включала две направленные антенны, которые передавали на частотах 240 МГц и 136,8 МГц.
Также в качестве полезной нагрузки на борту были установлены одна цветная и одна чёрно-белая фотокамеры.

## Результат

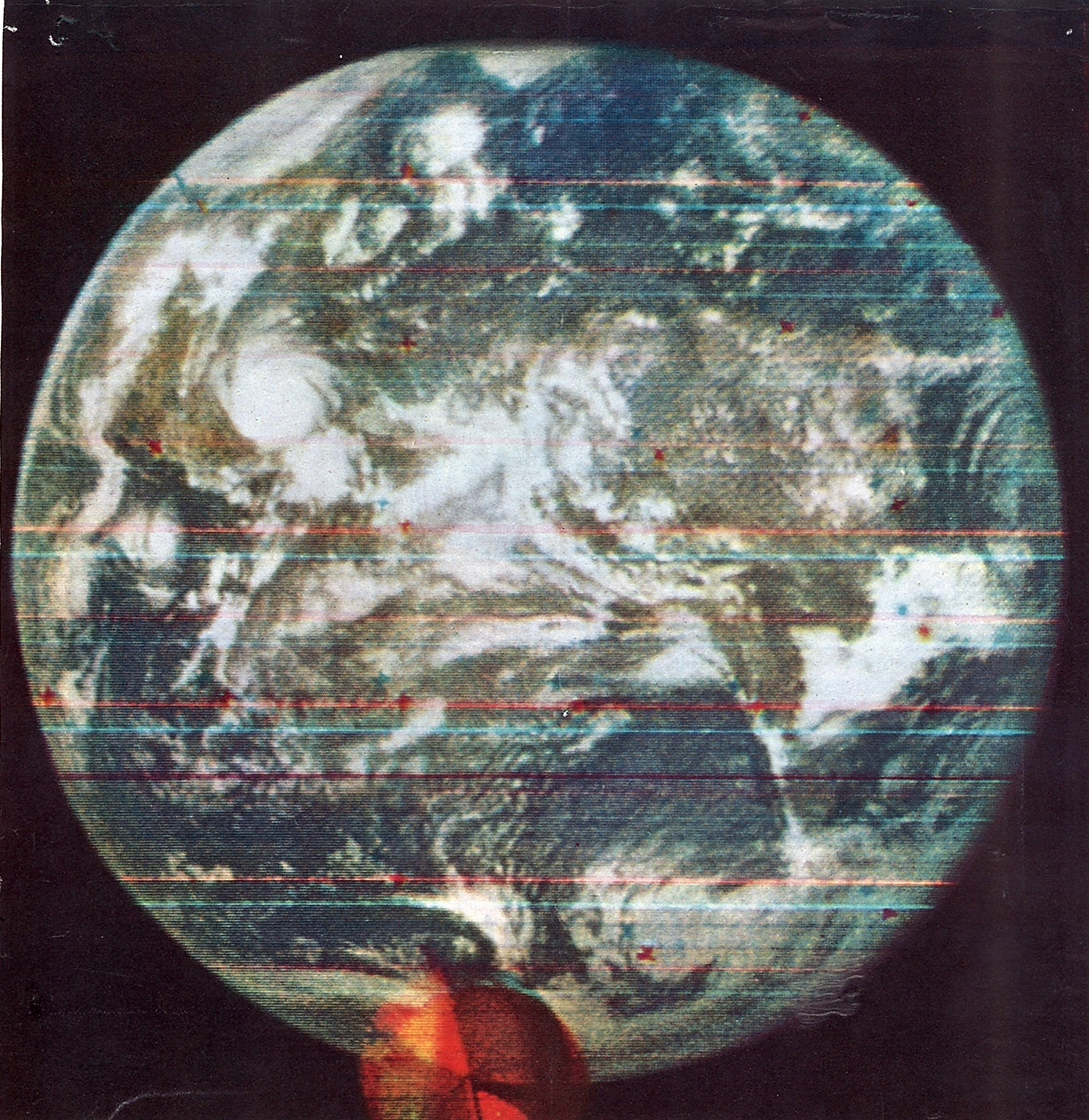
Первое цветное изображение Земли от спутника DODGE.

Спутник был успешно стабилизирован через 12 дней после запуска. Он был ориентирован основанием и мачтой к центру земного диска. Миссия была успешной и доказала возможность достижения трёхосной гравитационно-градиентной стабилизации. 
Спутник сделал первую в истории цветную фотографию всего земного диска целиком.
Аппарат проработал более 3 лет и сделал тысячи чёрно-белых и цветных снимков Земли. 
В начале 1971 года из-за проблем с аккумулятором работа спутника проводилась только от солнечных батарей. Чуть позже спутник был переведён в нерабочее состояние.